# 全性愛

パンセクシュアリティのシンボルとシンボルフラッグの色

全性愛（ぜんせいあい）、パンセクシュアリティ（英語: pansexuality）とは、男性ないし女性等の性の分類に適合しない人々も含め、あらゆる性別の人々に恋をしたり、性的願望を抱いたりするという性的指向。全性愛の性質を持っている人を全性愛者（ぜんせいあいしゃ）、パンセクシュアル（pansexual）、略してパンセクとも言われる。性的少数者のひとつ。
パンセクシュアルの「パン」とは、ギリシア語に由来し、「全て」を意味する。
男性と女性という2つの性別を中心に性的に惹かれるバイセクシュアル（両性愛）と違って、パンセクシュアル（全性愛）はすべての性別を恋愛・性愛の対象に含むことが想定される。誰でも好きになると極端に解釈されたり、浮気性や性的奔放さと関連付けられることもあるが、偏見である。